# Albertas Sereika
Albertas Sereika (* 7. Juni 1966 in Šumas, Rajongemeinde Varėna) ist  ein litauischer Politiker.

## Leben
1967 schloss Sereika die Mittelschule Varėna mit dem Abitur ab. Von 1973 bis 1974 lernte er in Varėna I und von 1974 bis 1982 an der Čiurlionis-Kunstschule in Vilnius. Nach dem Abitur 1985 an der 2. Mittelschule Varėna leistete er bis 1987 den Sowjetarmeedienst. Von 1988 bis 1993 absolvierte er das Diplomstudium der Geschichte an der Vilniaus valstybinis universitetas.
Von 1992 bis 2004 leitete er die Abteilung Alytus von Valstybės saugumo departamentas. 2004 war er Berater des litauischen Präsidenten Rolandas Paksas. Von 2004 bis 2008 war er Mitglied im Seimas.
Ab 2004 war er Mitglied der Tvarka ir teisingumas und ab 2005 der Lietuvos socialdemokratų partija.
Er ist verheiratet und hat einen Sohn und eine Tochter.